# Capurso
Capurso é uma comuna italiana da região da Puglia, província de Bari, com cerca de 14.368 habitantes. Estende-se por uma área de 14 km², tendo uma densidade populacional de 1026 hab/km². Faz fronteira com Bari, Casamassima, Cellamare, Noicattaro, Triggiano, Valenzano.

## Demografia
| Variação demográfica do município entre 1861 e 2011                               |
|                                                                                   |
| Fonte: Istituto Nazionale di Statistica (ISTAT) - Elaboração gráfica da Wikipedia |